# Joanna Bociąg
Joanna Bociąg (ur. 1989 w Poznaniu) – polska poetka.
Absolwentka Wydziału Filologii Polskiej Uniwersytetu im. Adama Mickiewicza w Poznaniu. Sekretarz Nagrody im. Wisławy Szymborskiej. Laureatka Nagrody Literackiej Prezydenta Miasta Białegostoku im. Wiesława Kazaneckiego 2021 w kategorii najlepszy ogólnopolski debiut roku 2020 za tom Boję się o ostatnią kobietę (Dom Literatury w Łodzi, Stowarzyszenie Pisarzy Polskich, Łódź 2020). Za ten tom była również nominowana do Nagrody Literackiej m.st. Warszawy 2021 a także wyróżniona w XVII Ogólnopolskim Konkursie Literackim im. Artura Fryza 2021 na najlepszy poetycki debiut książkowy roku oraz w Konkursie o Nagrodę im. Kazimiery Iłłakowiczówny za najlepszy debiut roku 2020. Laureatka Nagrody Głównej Ogólnopolskiego Konkursu Poetyckiego im. Jacka Bierezina 2019 oraz wyróżniona w tym konkursie w roku 2018 (za projekt tomu Boję się o ostatnią kobietę).